# Malamatidia bohorokensis
Malamatidia bohorokensis är en spindelart som beskrevs av Christa L. Deeleman-Reinhold 200. Malamatidia bohorokensis ingår i släktet Malamatidia och familjen säckspindlar. Inga underarter finns listade i Catalogue of Life.